# Флорес, Фелипе
Фелипе Игнасио Флорес Чандиа (исп. Felipe Ignacio Flores Chandía; 9 января 1987, Сантьяго, Чили) — чилийский футболист, нападающий клуба «Депортес Антофагаста» и сборной Чили.

## Клубная карьера
Флорес — воспитанник клуба «Коло-Коло». В 2004 году он дебютировал за основной состав в чилийской Примере. В 2006 году Фелипе дважды помог клубу выиграть чемпионат. Для получения игровой практики он на правах аренды выступал за «О’Хиггинс», «Кобрелоа» и «Унион Эспаньола». В 2008 году Флорес покинул Чили и сезон отыграл в третьем дивизионе Мексики за «Петролерос де Саламанка». В начале 2009 года Фелипе перешёл в «Ла-Пьедад». 18 января в матче против дубля «Ирапуато» он дебютировал в Лиге Ассенсо. В этом же поединке Флорес сделал «дубль», забив свои первые голы за «Ла-Пьедад». В начале 2010 года он ненадолго вернулся на родину в «Депортес Антофагаста».
Летом того же года Фелипе перешёл в «Дорадос де Синалоа». 18 июля в матче против «Ирапуато» он дебютировал за новую команду. 25 июля в поединке против дублёров «Атланте» Флорес сделал «дубль», забив свои первые голы за «Дорадос де Синалоа».
Летом 2011 года Фелипе присоединился к «Сантьяго Морнинг». 10 сентября в матче против «Сантьяго Уондерерс» он дебютировал за новую команду. 2 октября в поединке против «Ньюбленсе» Флорес забил свой первый гол за «Сантьяго Морнинг». В начале 2012 года он во второй раз перешёл в «Кобрелоа», а летом вернулся в родной «Коло-Коло». В 2014 году Фелипе в третий раз выиграл чемпионат в составе клуба. 19 февраля 2015 года в матче Кубка Либертадорес против бразильского «Атлетико Минейро» он забил гол.
Летом 2015 году Флорес вернулся в Мексику, присоединившись к «Тихуане». 26 июля в матче против «Пачуки» он дебютировал в мексиканской Примере. В этом же поединке Фелипе забил свой первый гол за «Тихуану», реализовав пенальти. В начале 2017 года Флорес перешёл в «Веракрус». 7 января в матче против «Керетаро» он дебютировал за новый клуб. 15 февраля в поединке Кубка Чили против «Толуки» Фелипе забил свой первый гол за «Веракрус». В 2018 году он вернулся в «Депортес Антофагаста».

## Международная карьера
22 марта 2012 года в товарищеском матче против сборной Перу Флорес дебютировал за сборную Чили. 12 апреля в поединке против команды Перу он забил свой первый гол за национальную команду.

### Голы за сборную Чили
| #   | Дата           | Место                      | Противник | Результат | Счет | Соревнование      |
| --- | -------------- | -------------------------- | --------- | --------- | ---- | ----------------- |
| 01. | 12 апреля 2012 | Хорхе Басадре, Такна, Перу | Перу      | 0:2       | 0:3  | Товарищеский матч |

## Достижения
Командные
 «Коло-Коло»
- Чемпионат Чили по футболу — Апертура 2006
- Чемпионат Чили по футболу — Клаусура 2006
- Чемпионат Чили по футболу — Клаусура 2014